# Hydrocharis chevalieri
Hydrocharis chevalieri är en dybladsväxtart som först beskrevs av De Wild., och fick sitt nu gällande namn av James Edgar Dandy. Hydrocharis chevalieri ingår i släktet dybladssläktet, och familjen dybladsväxter. IUCN kategoriserar arten globalt som livskraftig. Inga underarter finns listade.